# Alejandro Abad
Alejandro Antonio García Abad (* 22. September 1962 in Santiago de Chile) ist ein spanischer Musiker, Musikproduzent und Songwriter.

## Leben und Wirken
In den 1980er Jahren kamen drei Alben von ihm mit selbstgeschriebenen Songs auf den Markt. Danach wurde er als Komponist für andere Künstler aktiv. Er wurde von der Rundfunkanstalt TVE ausgewählt, Spanien beim Eurovision Song Contest 1994 in Dublin zu vertreten. Sein selbstkomponierter Popsong Ella no es ella erreichte dabei Platz 18. Abad war Komponist der Siegertitel beim OTI Festival von 1993 und 1995. 
Seit den 2000er Jahren war er hauptsächlich Musikproduzent für Künstler wie Marcos Llunas, David Civera oder Paulina Rubio. Zwischendurch war Abad Jurymitglied diverser Castingshows oder Songfestivals, beispielsweise bei der vierten und fünften Staffel von Operación Triunfo.